# Adriaen Brouwer

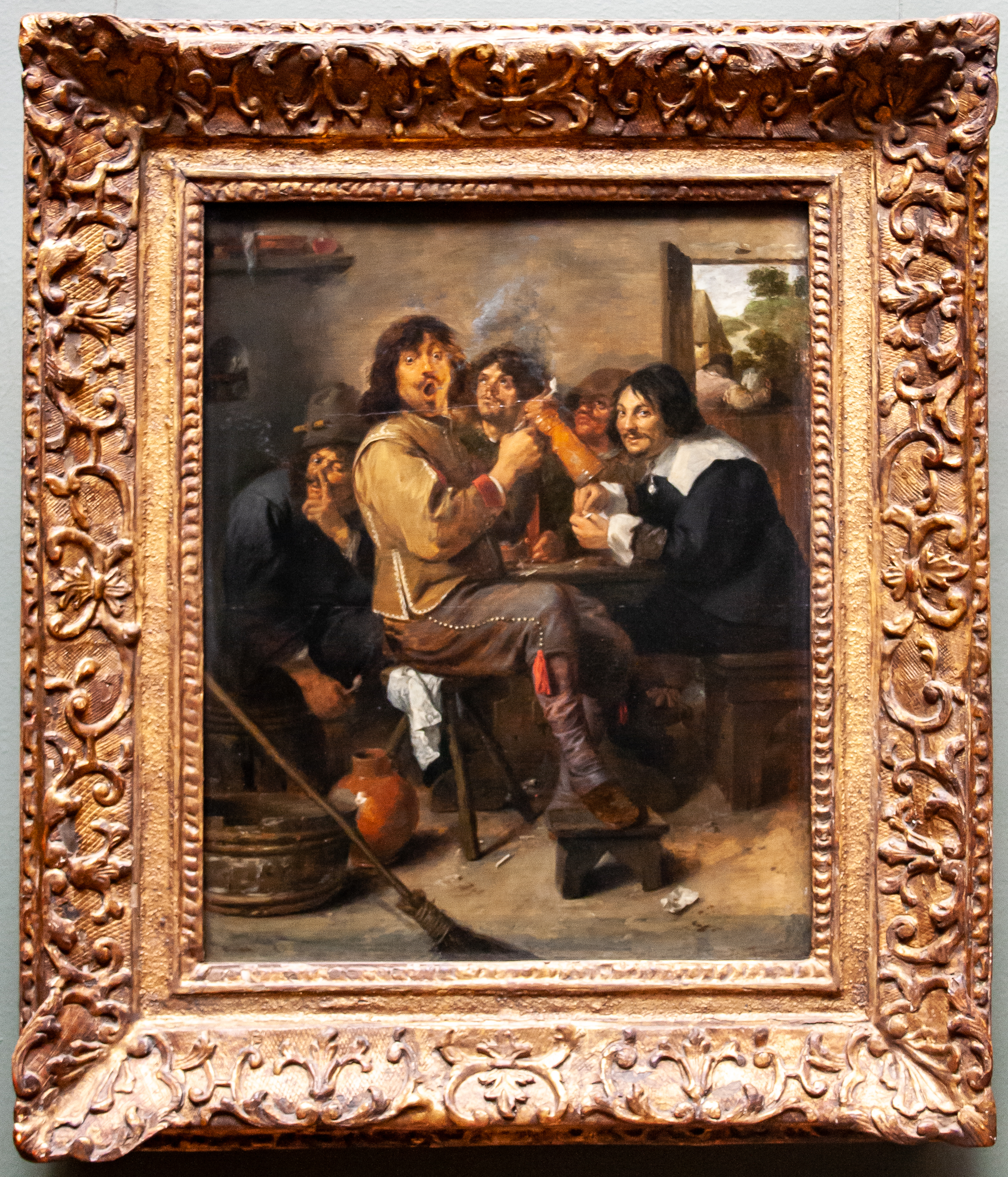
A dohányzókról alkotott egyik képe a hagyomány szerint őt magát (a középpontban, füstkarikát fújva) és barátait ábrázolja (New York, Metropolitan)

Adriaen Brouwer, (Oudenaarde, 1605 vagy 1603 – Antwerpen, 1638 vagy 1638. január) sajátos életképeiről és tájképeiről ismert flamand festő, Frans Hals tanítványa, a 17. század legkiválóbb mestereinek egyike. Kevés hiteles műve maradt fenn, mert keveset dolgozott, féktelen életmódja, korai halála kevés időt hagytak számára a munkára.

## Életpályája
Tanulóéveit Haarlemben Frans Halsnál töltötte. 1631-1632 telén Antwerpenben felvették a Lukács-céhbe. 1633-ban, valószínűleg politikai okokból, fogságban volt. Adósságai miatt gyakran volt baja a hatóságokkal. Neve alatt sok kétes hitelességű festmény van forgalomban. Főleg parasztokat ábrázoló, sajátos humorú életképeket alkotott. Rubens, aki Brouwer műveit nagyra becsülte, életében is igen érdeklődött iránta. Brouwer életének utolsó éveiből származnak tájképei, a flamand természet keresetlen, hangulatos ábrázolásával. 

## Képgaléria

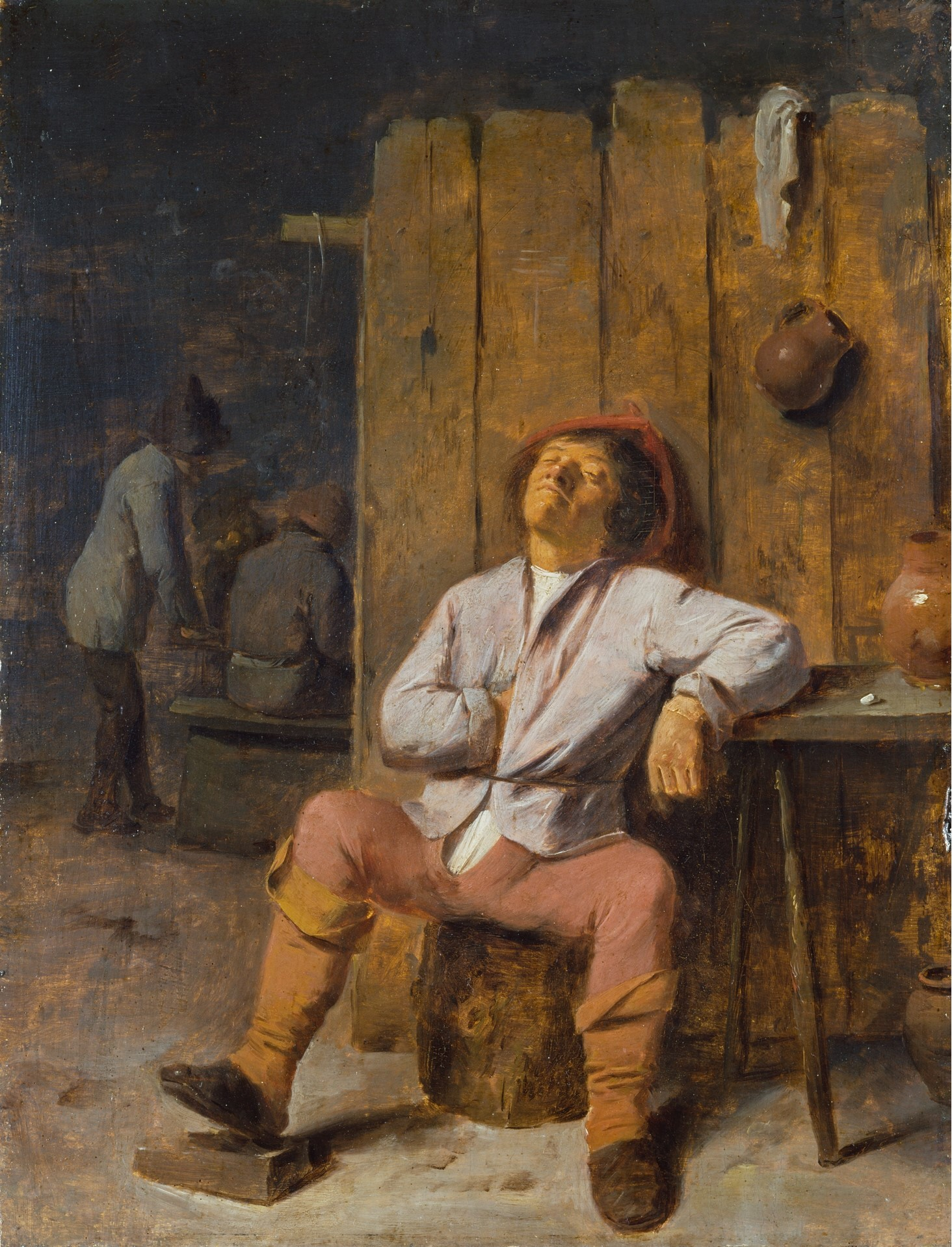
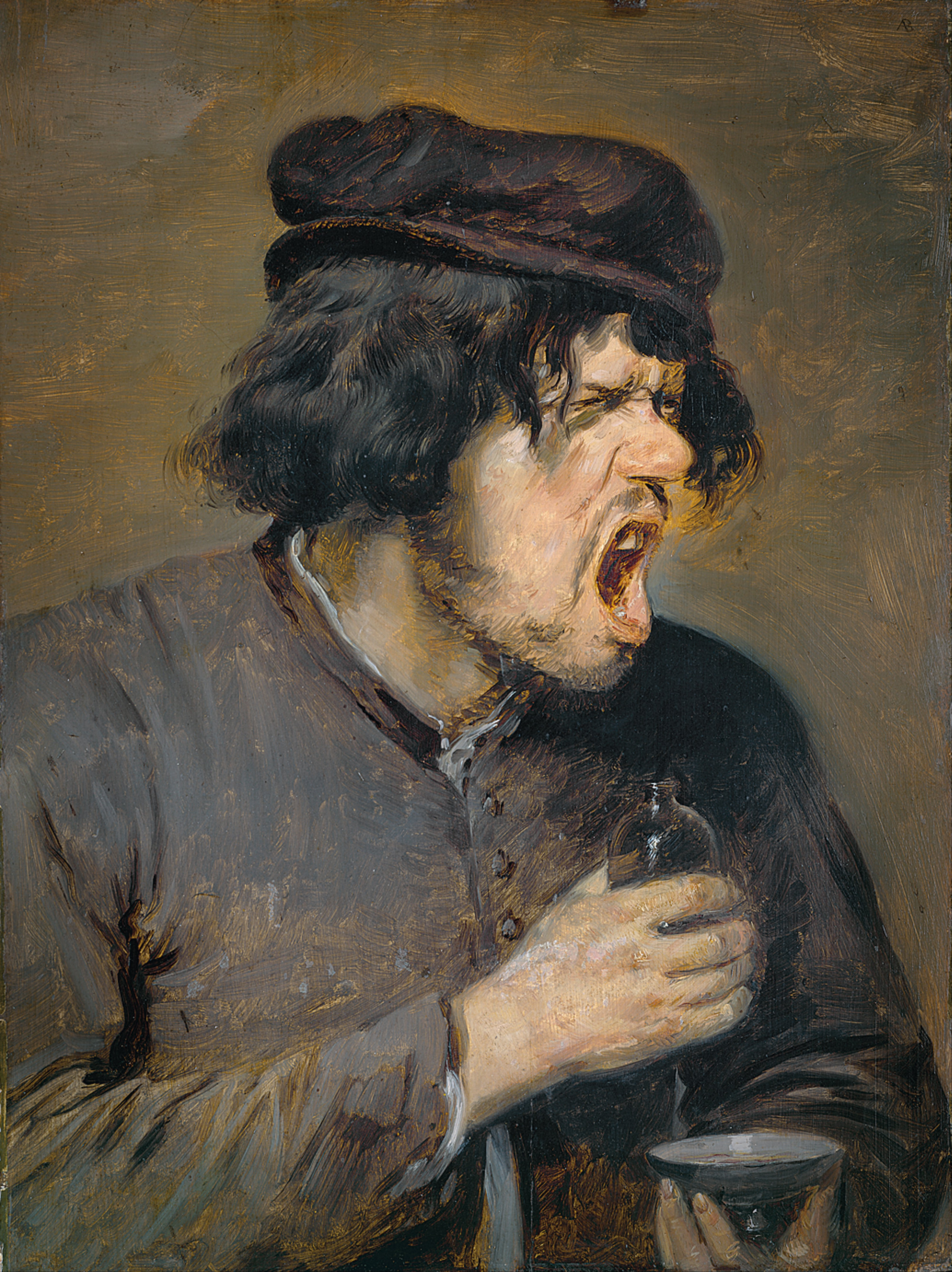
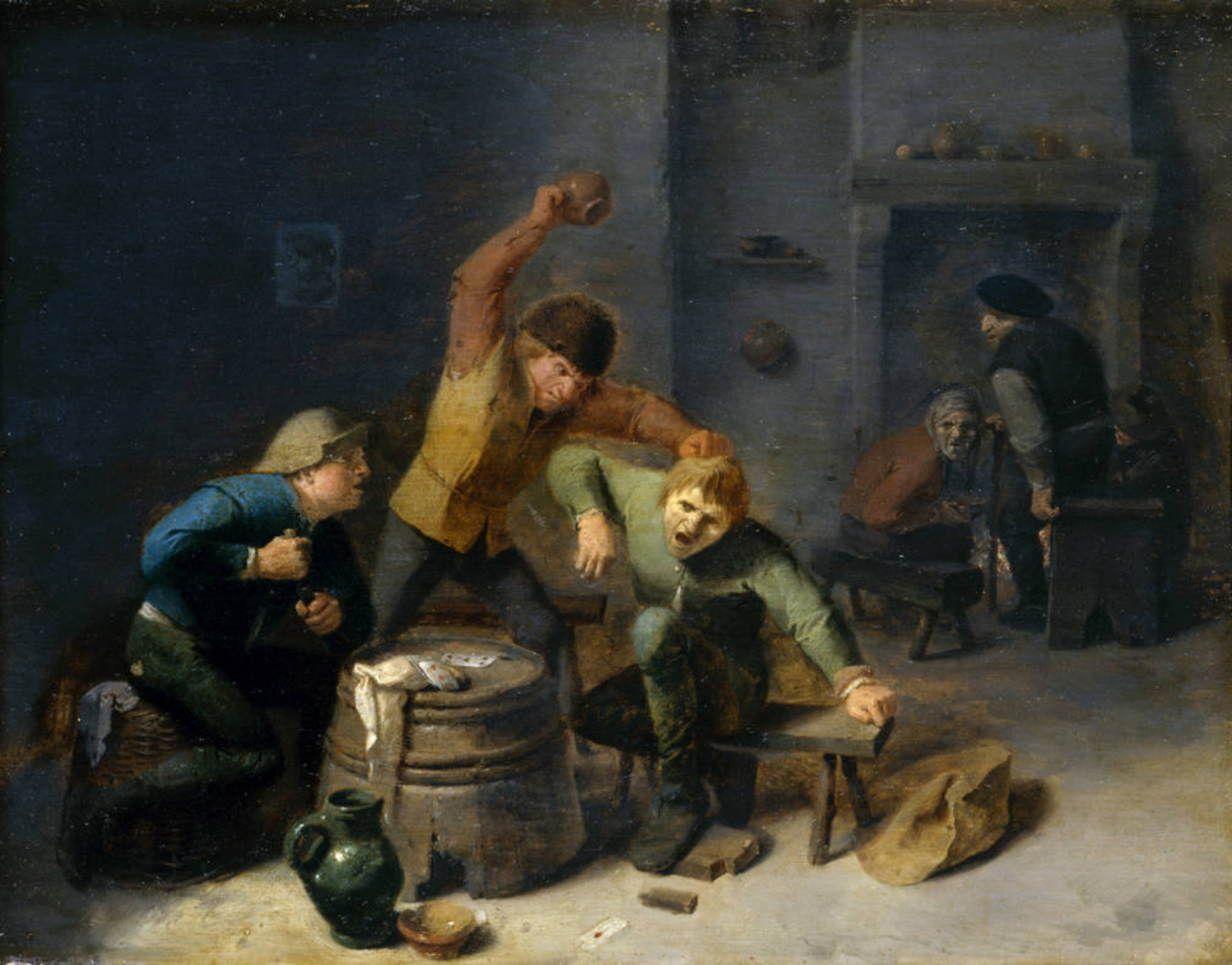
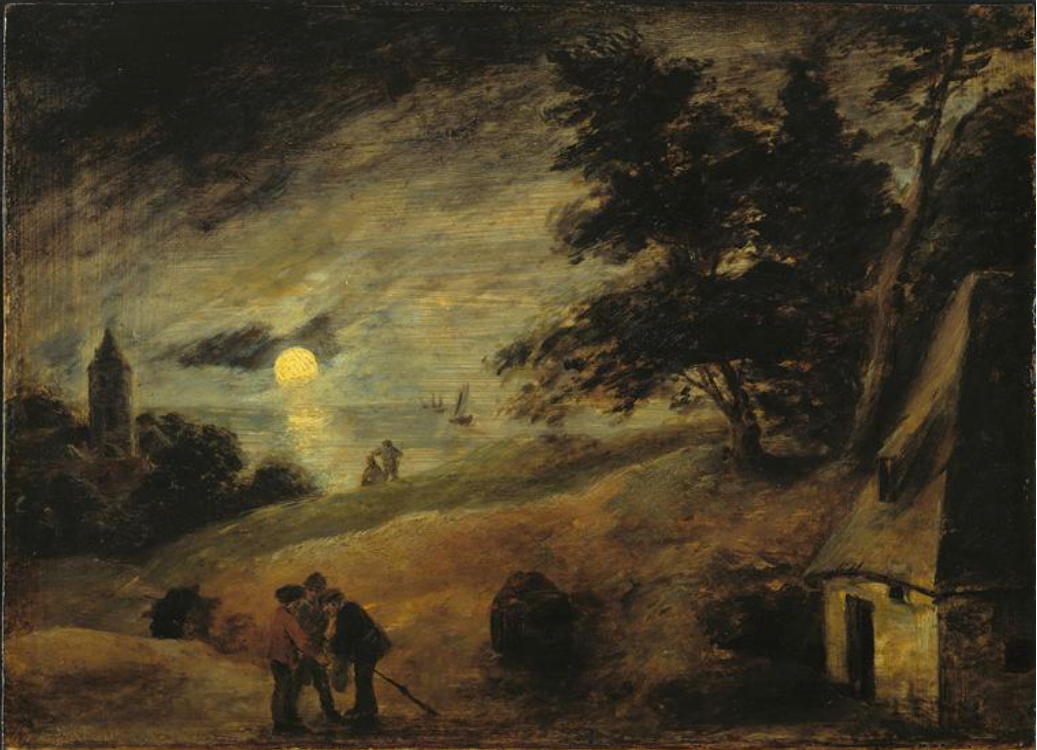
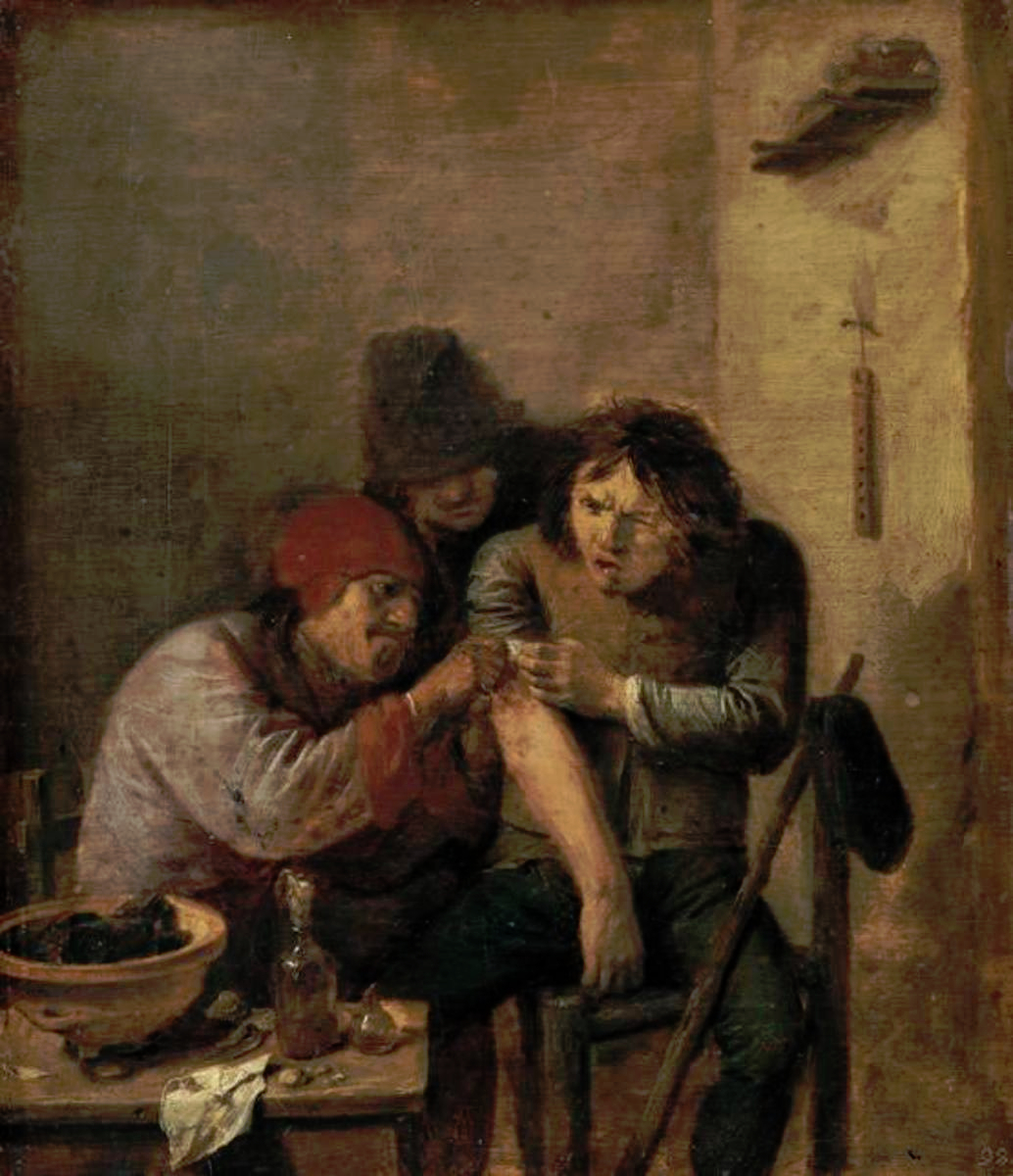
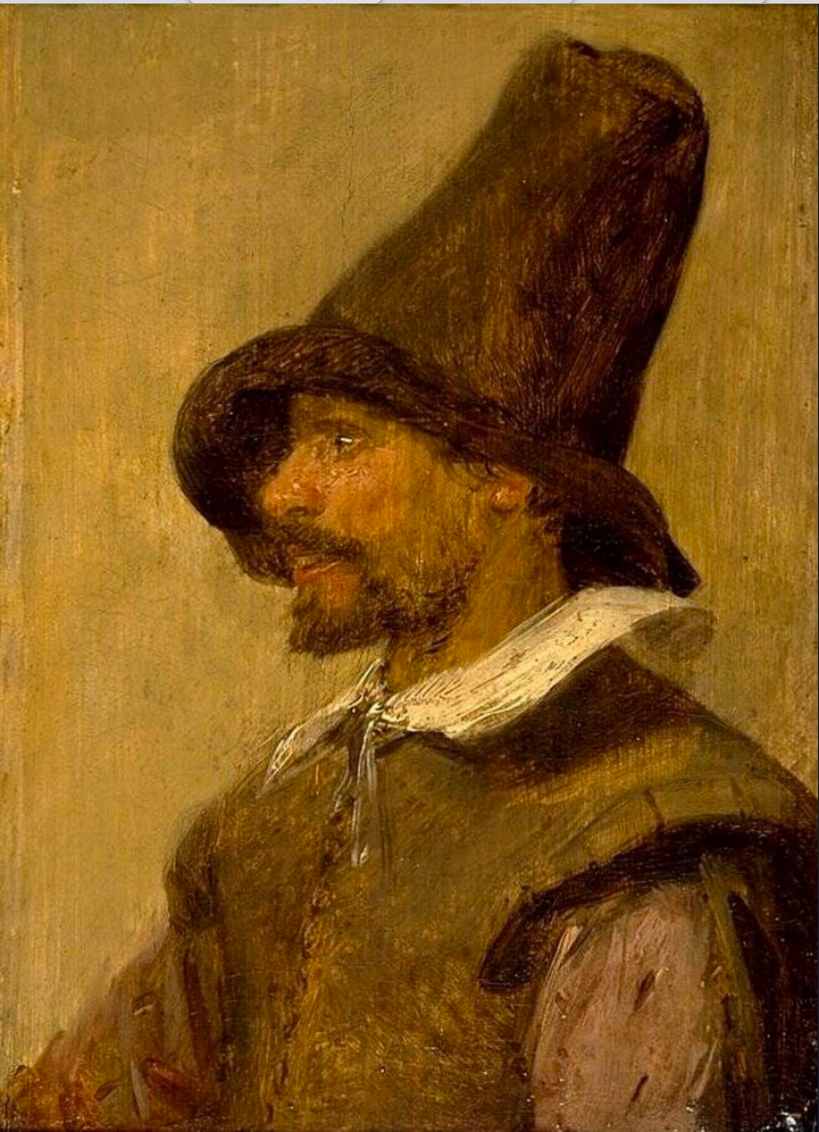
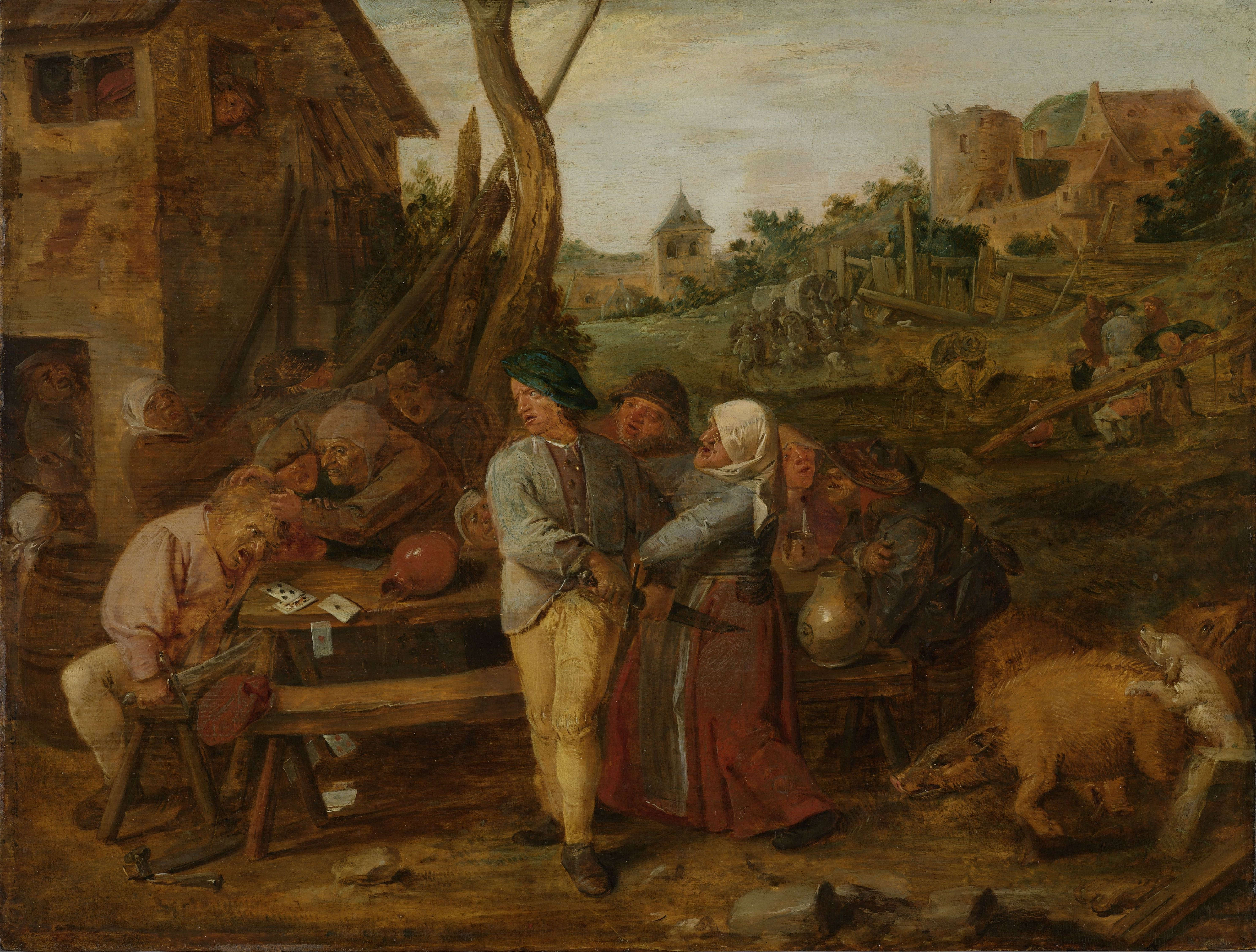
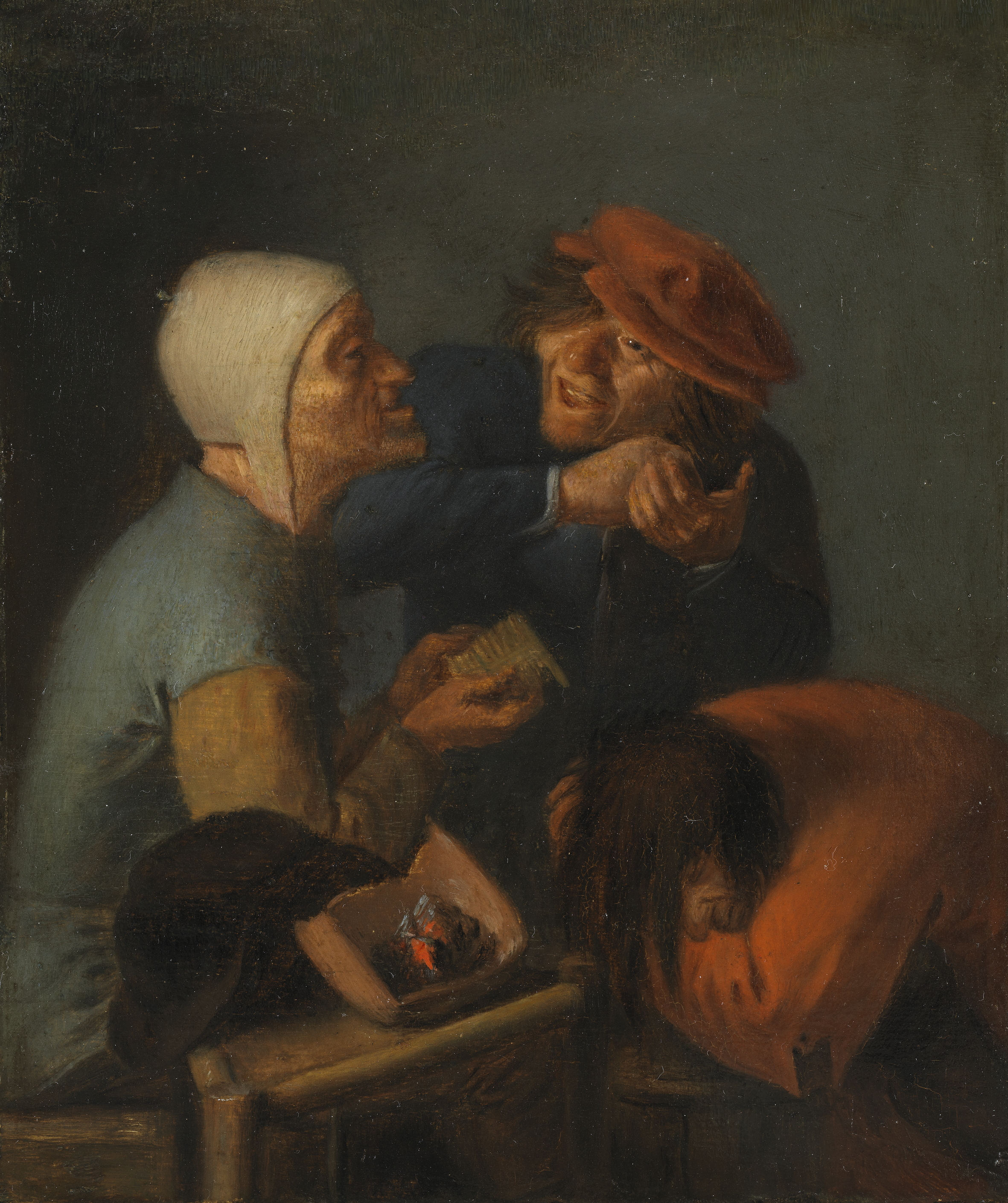
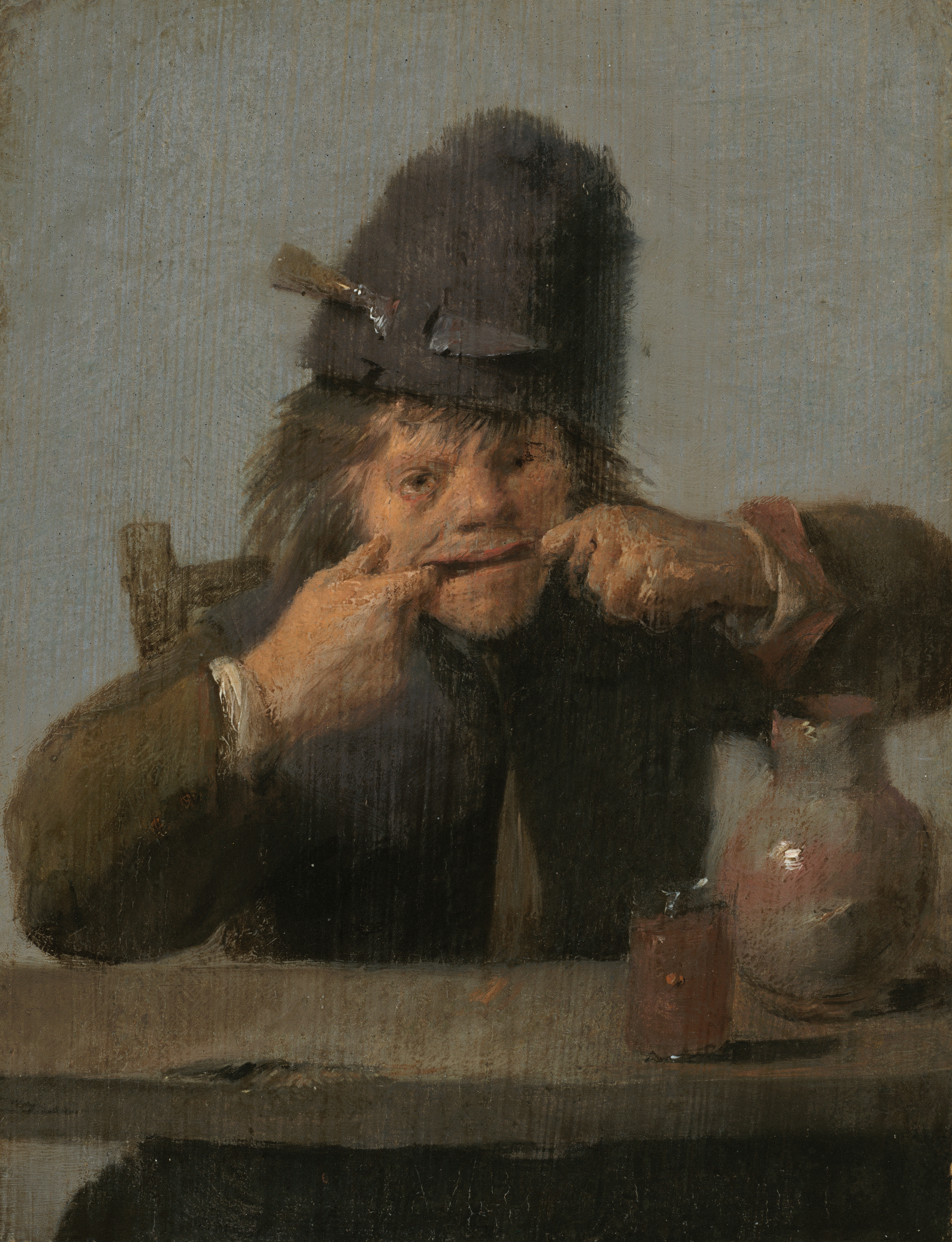
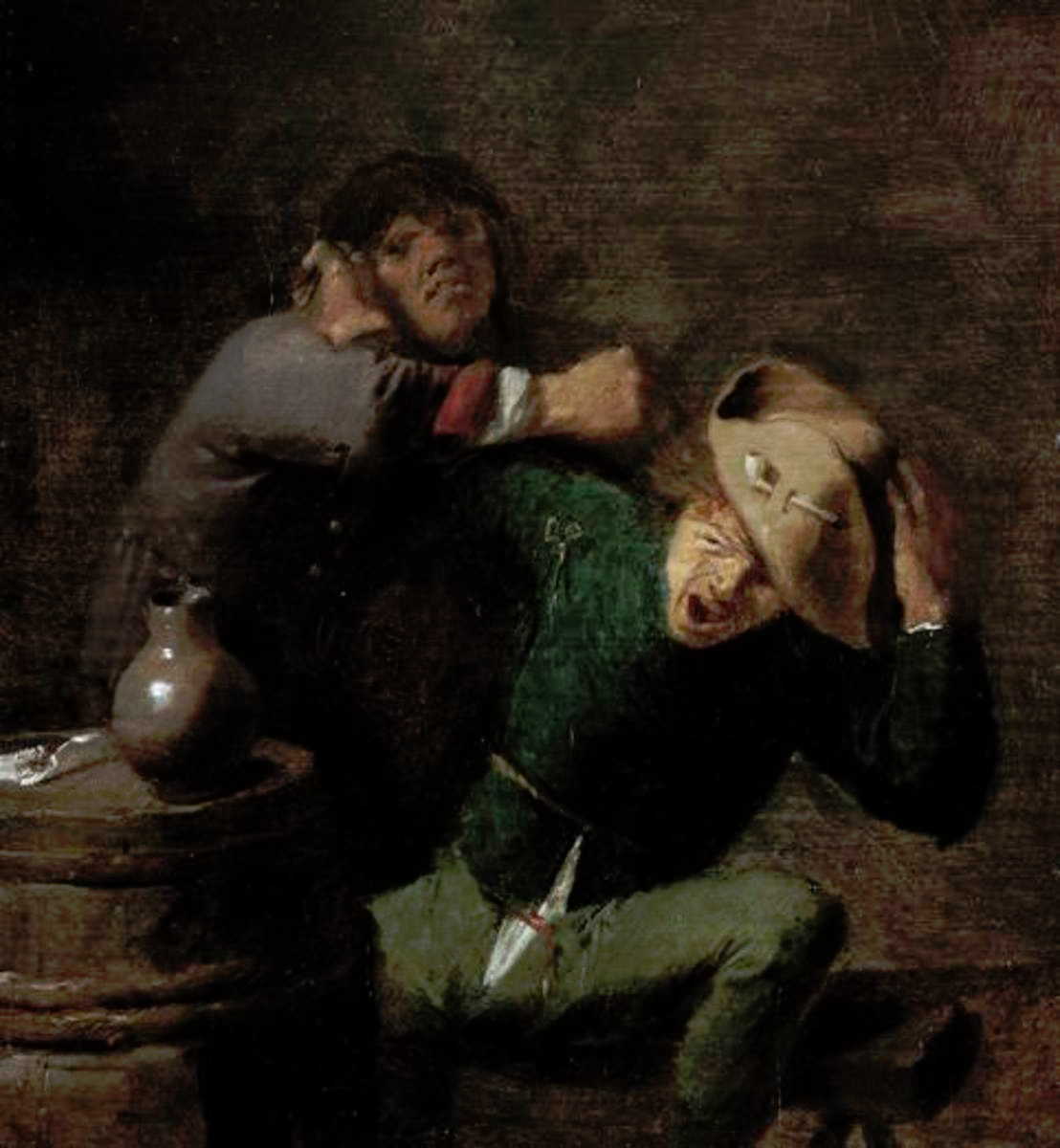
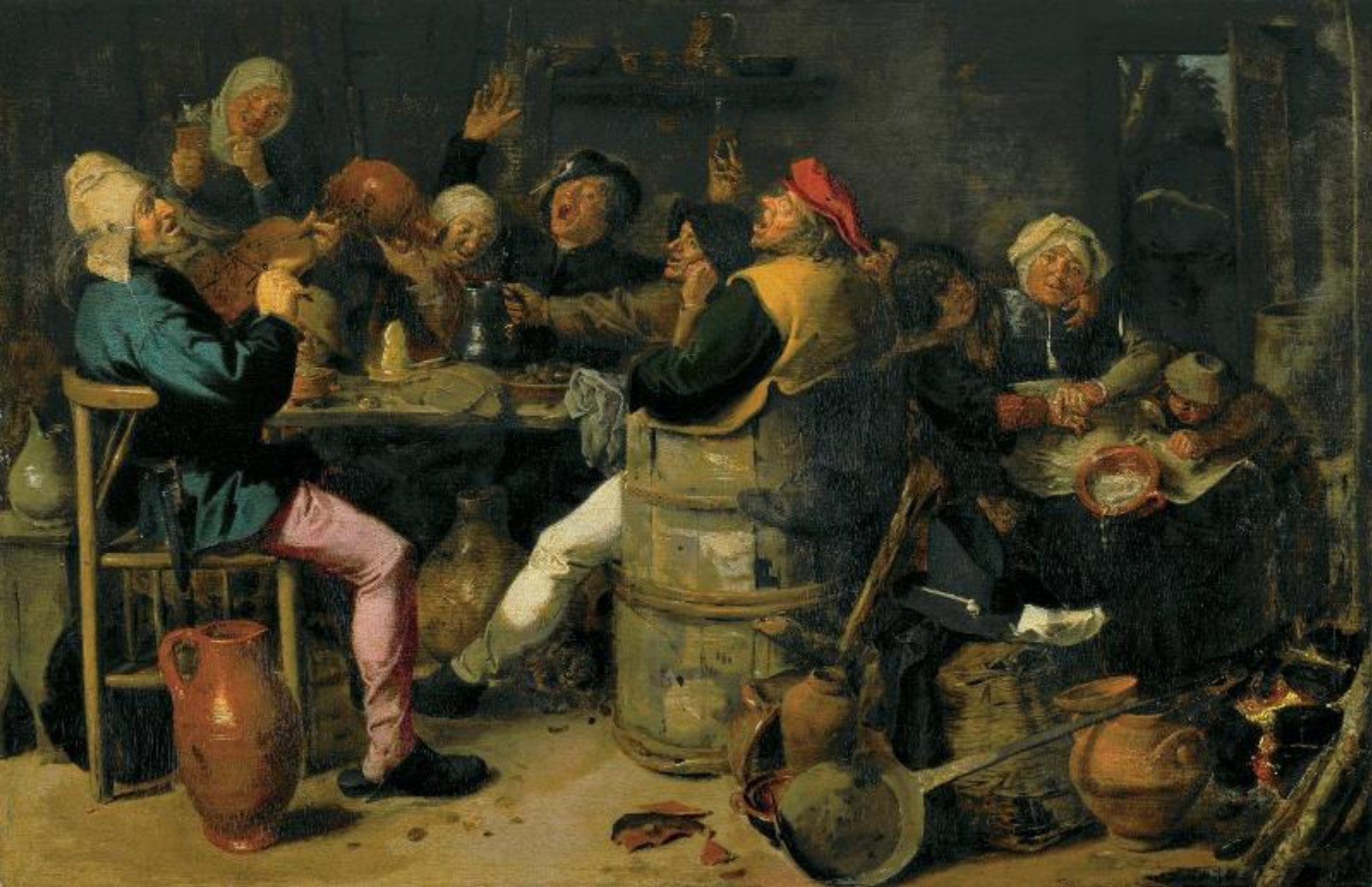

## Főbb művei
- Amszterdam
- München
- Drezda
- Budapest